# Wangchen Geleg
Wangchen Geleg, ook wel Surkhang I (Tibet, 1910 - Taiwan, 1977), was een Tibetaans politicus en militair.

## Familie
Surkhang Wangchen Geleg was een zoon van Surkhang Surpa. Hij trouwde rond 1939/40 met de zuster van Yutog (Tashi Döndrub).

## Loopbaan
Geleg begon als leekfunctionaris 7e rang in de regering van historisch Tibet. In eerste instantie werd hij benoemd tot Shipkhang Totampa (functionaris belast met meel) en Katrung (assistent-secretaris voor de Kashag). In 1933 werd hij uitgezonden als assistent van de commissaris (Dochi) in Kham. In 1938 werd hij benoemd tot generaal (Depön) in het Tibetaanse leger en kreeg hij de beschikking over een eenheid van 1500 militairen.
In 1939 werd hij overgeplaatst naar de burgerlijke dienst in Lhasa. Daar werd hij in 1941 benoemd tot Phepchag Gowpa (functionaris belast met de draagkoets). In 1943 werd hij opnieuw benoemd tot assistent van de Dochi van Kham en later in augustus van dat jaar tot minister (Shappe) van Nangchen.
Van 1943 tot 1959 was hij kalön (minister) in de Kashag. Hij kreeg de verantwoordelijkheid over de betaling van de militairen. In 1949 werd Ngabo diens assistent die rond april 1950 zou worden benoemd tot gouverneur van Kham en in de jaren 60 voorzitter werd van de Tibetaanse Autonome Regio.
In 1959, tijdens de opstand in Tibet, vluchtte Geleg met de delegatie van de veertiende dalai lama mee in ballingschap naar India.